# Drosophila bogoriensis
Drosophila bogoriensis är en tvåvingeart som beskrevs av Mainx 1958. Drosophila bogoriensis ingår i släktet Drosophila och familjen daggflugor.
Artens utbredningsområde är Java, Papua Nya Guinea och Malaysia.